# Petter Hansson (handbollsspelare)
Petter Hansson, född 14 januari 1981 i Österhaninge, Haninge kommun, är en svensk tidigare handbollsmålvakt. 

## Karriär
Petter Hansson startade handbollskarriären när han var åtta år i lokalklubben Handens SK i Haninge.
Från 14 års ålder spelade han för Tyresö IF i ett mycket starkt pojk/ungdomslag, innan han år 2000 kom till elitserielaget GF Kroppskultur i Uddevalla. Han stannade där i fem år och kom att bli en viktigt spelare och något av en kultfigur för ”Kropps”.
2005 värvades han till IFK Skövde. Med IFK Skövde tog han SM-silver 2007, samt spelade i EHF-cupen.
2008 lämnade han Skövde för Göteborgsklubben Redbergslids IK, där han stannade i två år och hade fina säsonger i elitserien i ett talangfullt RIK.
2010 gick han till Alingsås HK. Han fick dåligt med speltid och 2012 återvände han till GF Kroppskultur. Efter ett år där avslutade han sin aktiva karriär inom handbollen.
Hansson har inga meriter från svenska A-landslaget men har 15 J- och U21-landskamper.

## Klubbar
- Handens SK (1989–1995)
- Tyresö IF (1995–2000)
- GF Kroppskultur  (2000–2005)
- IFK Skövde  (2005–2008)
- Redbergslids IK (2008–2010)
- Alingsås HK (2010–2012)
- GF Kroppskultur (2012–2013)[1]